# Salins-les-Thermes
Salins-les-Thermes är en kommun i departementet Savoie i regionen Auvergne-Rhône-Alpes i sydöstra Frankrike. Kommunen ligger i kantonen Moûtiers som tillhör arrondissementet Albertville. År 2018 hade Salins-les-Thermes 886 invånare.

## Befolkningsutveckling
Antalet invånare i kommunen Salins-les-Thermes
| Referens: INSEE |